# 吳海堂
吳海堂（英語：Thomson / Gobi Ng Hoi Tong，1977年—），香港動作特技指導及賽車手，現為動作特技團隊「錢家班」的飛車指導。

## 背景
吳海堂曾就讀荔景天主教中學，自小已喜歡閱讀汽車雜誌，十九歲考獲駕駛執照，不久就前往珠海賽車場接觸該項運動。1998年，他觀摩日本車展及賽車時被當地漂移技術所吸引，遂一邊向土屋圭市學藝，一邊自行練習，並成立「香港橫滑走行會」招攬愛好者，兩年內曾連奪珠海、澳門賽車比賽的全年度總季軍和總冠軍，以及《第45屆澳門格蘭披治大賽車》旅遊司杯殿軍。2000年，他透過深圳嘉年華漂移表演認識了柯受良，更獲邀參與全國巡迴演出計劃，但隨柯氏於2003年逝世便告吹。同年9月12日深夜，他與友人到元朗用膳後駕駛出市區，途經大埔公路期間遇上打擊非法賽車行動，因對此毫不知情，又為避開迎面駛來的車輛而停在路旁，卻被警方以涉嫌非法賽車及改裝罪名拘捕。
2004年，吳海堂應錢嘉樂邀請拍攝電影《旺角黑夜》，任職飛車特技指導，繼而一起創立香港動作特技團隊「錢家班」，主要負責相關崗位事務和參加國際漂移賽事。2012年，他跟錢嘉樂、黃偉輝替電影《車手》擔任飛車特技指導，因成功設計出「八千轉、兩米車」這個漂移場景而備受注目，同年亦憑此奪取《第49屆金馬獎》「最佳動作設計」獎項，翌年則獲提名競逐《第32屆香港電影金像獎》「最佳動作設計」殊榮。2020年，他再憑《使徒行者2：諜影行動》及《掃毒2天地對決》兩套作品獲《第39屆香港電影金像獎》「最佳動作設計」提名。

## 感情生活
吳海堂與同為錢家班成員的鄧伊婷（Coco）於2015年10月31日在會所1號空中花園結婚。

## 參與作品

### 電影
| 首映         | 電影名                   | 備註 / 角色                                        |
| 飛車特技指導 |                          |                                                    |
| 2004年       | 旺角黑夜                 | 不適用                                             |
| 2005年       | 猛龍                     | 不適用                                             |
| 2006年       | 寶貝計劃                 | 不適用                                             |
| 2007年       | 兄弟                     | 不適用                                             |
| 2008年       | 保持通話                 | 不適用                                             |
| 2009年       | Laughing Gor之變節       | 不適用                                             |
| 2010年       | 火龍                     | 不適用                                             |
| 2010年       | 槍王之王                 | 不適用                                             |
| 2010年       | 全城戒備                 | 不適用                                             |
| 2010年       | 線人                     | 不適用                                             |
| 2010年       | 一路有你                 | 不適用                                             |
| 2011年       | 竊聽風雲2                | 不適用                                             |
| 2012年       | 逆戰                     | 不適用                                             |
| 2012年       | 車手                     | 獲得《第49屆金馬獎》「最佳動作設計」獎項           |
| 2012年       | 寒戰                     | 不適用                                             |
| 2013年       | 古惑仔：江湖新秩序       | 不適用                                             |
| 2013年       | 不二神探                 | 不適用                                             |
| 2013年       | 重口味                   | 不適用                                             |
| 2013年       | 控制                     | 不適用                                             |
| 2013年       | 風暴                     | 不適用                                             |
| 2014年       | 重生                     | 不適用                                             |
| 2014年       | 魔警                     | 不適用                                             |
| 2014年       | 失戀急讓                 | 不適用                                             |
| 2015年       | 靈魂相認                 | 不適用                                             |
| 2015年       | 暴瘋語                   | 不適用                                             |
| 2015年       | 衝鋒車                   | 不適用                                             |
| 2015年       | 赤道                     | 不適用                                             |
| 2015年       | 高登闊少踎監日記         | 不適用                                             |
| 2015年       | 宅女偵探桂香             | 不適用                                             |
| 2015年       | 有客到                   | 不適用                                             |
| 2015年       | 港囧                     | 不適用                                             |
| 2015年       | 唐人街探案               | 不適用                                             |
| 2016年       | 刑警兄弟                 | 不適用                                             |
| 2016年       | 寒戰2                    | 不適用                                             |
| 2016年       | 導火新聞線               | 不適用                                             |
| 2016年       | 使徒行者                 | 不適用                                             |
| 2016年       | 王牌逗王牌               | 不適用                                             |
| 2016年       | 少年                     | 不適用                                             |
| 2017年       | 拆彈專家                 | 不適用                                             |
| 2017年       | 西謊極落之太爆太子太空艙 | 不適用                                             |
| 2017年       | 常在你左右               | 不適用                                             |
| 2018年       | 閨蜜2                    | 不適用                                             |
| 2018年       | 洩密者                   | 不適用                                             |
| 2018年       | 黃金兄弟                 | 不適用                                             |
| 2019年       | 新喜劇之王               | 不適用                                             |
| 2019年       | 轉型團伙                 | 不適用                                             |
| 2019年       | 追龍II：賊王             | 不適用                                             |
| 2019年       | 掃毒2天地對決            | 獲提名《第39屆香港電影金像獎》「最佳動作設計」獎項 |
| 2019年       | 使徒行者2：諜影行動      | 獲提名《第39屆香港電影金像獎》「最佳動作設計」獎項 |
| 2019年       | 潛行者                   | 不適用                                             |
| 2019年       | 不義之戰                 | 不適用                                             |
| 2019年       | 催眠·裁決                | 不適用                                             |
| 2020年       | 肥龍過江                 | 不適用                                             |
| 2021年       | 總是有愛在隔離           | 不適用                                             |
| 演出         |                          |                                                    |
| 2007年       | 門徒                     | 毒品調查科探員                                     |
| 2007年       | 兄弟                     | 殺手                                               |
| 2009年       | Laughing Gor之變節       | 大飛手下                                           |
| 2010年       | 線人                     | 非法賽車車手                                       |

### 劇集
| 首播         | 劇名           | 備註         |
| 飛車特技指導 |                |              |
| 2015年       | 導火新聞線     | 香港電視網絡 |
| 2019年       | 廉政行動2019   | 無綫電視     |
| 2020年       | 飛虎之雷霆極戰 | 邵氏兄弟     |
| 2020年       | 非凡三俠       | 邵氏兄弟     |
| 2022年       | 飛虎3壯志英雄  | 邵氏兄弟     |

### 綜藝節目
| 首播     | 節目名     | 備註                                   |
| 無綫電視 |            |                                        |
| 2008年   | 歡樂滿東華 | 與鄭希怡合作演出《善心飄怡當入樽》環節 |
| 2016年   | 夢想車華   | 固定演出                               |

### 廣告代言
- 2008年：繽特力「835DM 藍牙耳機」[17]

## 曾獲獎項與提名
| 年份   | 獎項 | 結果 |
| 2012年 | 第49屆金馬獎「最佳動作設計 ——《車手》」（與錢嘉樂及黃偉輝）                                                                      | 獲獎 |
| 2013年 | 第32屆香港電影金像獎「最佳動作設計 ——《車手》」 （與錢嘉樂及黃偉輝）                                                             | 提名 |
| 2020年 | 第39屆香港電影金像獎「最佳動作設計 ——《使徒行者2：諜影行動》 / 《掃毒2天地對決》」 （與錢嘉樂、錢家班、黄偉輝及鄧瑞華 / 與韓平） | 提名 |

## 外部連結
- 吳海堂的Facebook專頁
- 吳海堂GOBI的新浪微博
- 吳海堂在香港影庫上的簡介